# ویسیت
ویسیت (به آلمانی: Eckengraf)  در لتونی با جمعیت ۲٬۹۵۰ نفر است که در شهرداری ویسیت واقع شده‌است.

## نگارخانه

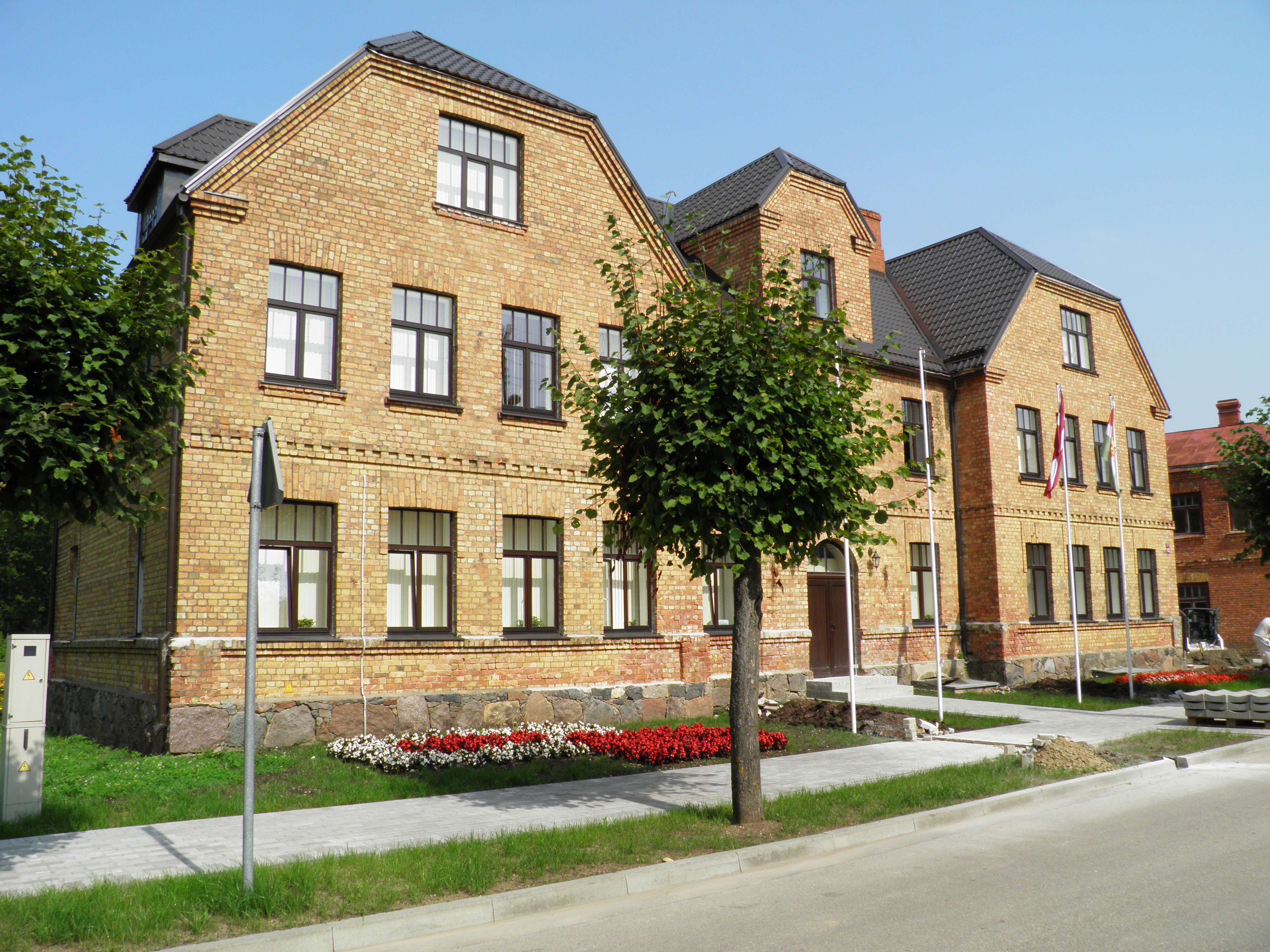
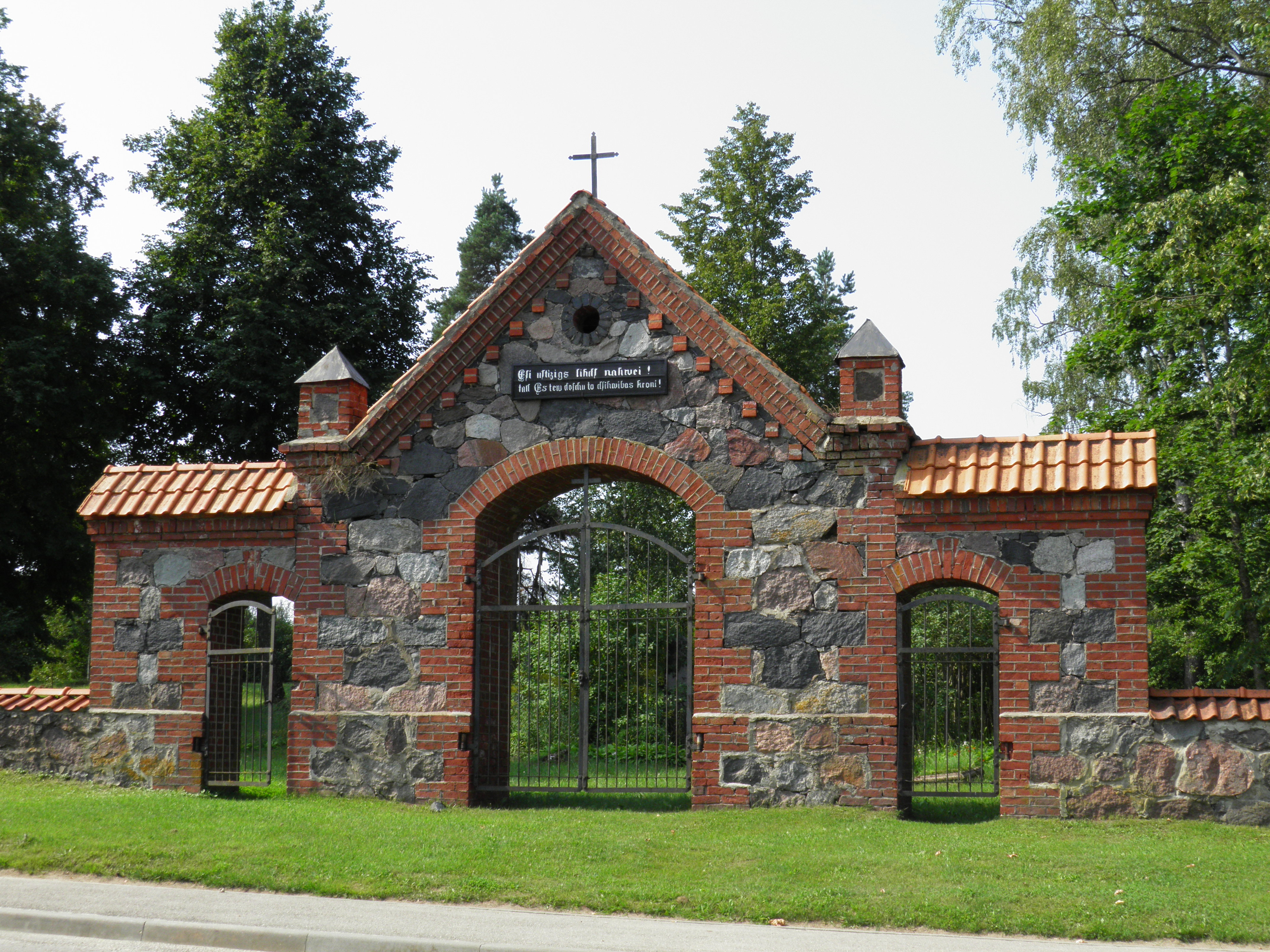